# Vestingwerken van Diest

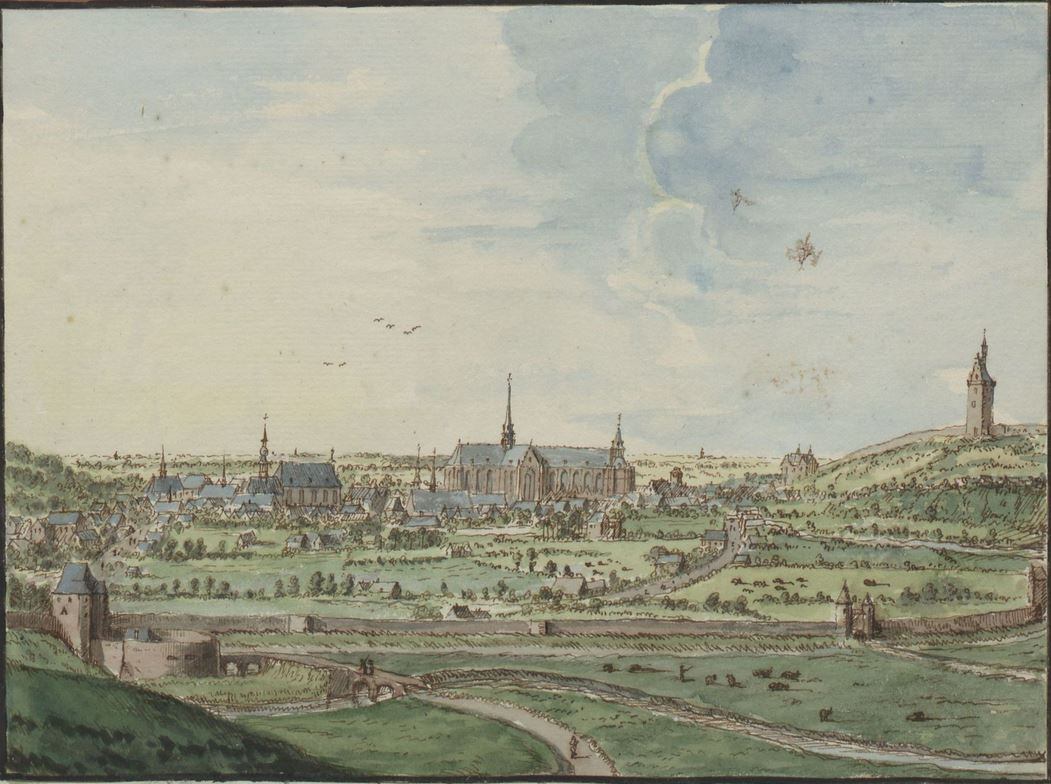
Zicht op Diest rond 1700 (Hendrik van Wel)

De vestingwerken van Diest zijn resten van de 19e-eeuwse kernvesting rond de Belgische stad Diest. Deze vestingwerken kwamen in de plaats van de middeleeuwse stadsomwalling.

## Eerste stadsomwalling
Diest kent een lange geschiedenis. Al in 999 was er een versterkte burcht op de heuvel De Warande in het midden van de stad. Hier verbleven de baanderheren van Diest tot halfweg de 15e eeuw. In 1512 werd het kasteel van Diest afgebroken. In de middeleeuwen was Diest een welvarende stad die geheel ommuurd was. Al in 1360 was Diest helemaal omringd met aarden wallen. De stadsmuur telde acht tot tien stadspoorten, waarvan vier grote poorten op de verbindingswegen, en dertig ijzerzandstenen verdedigingstorens. Binnen deze omwalling bouwden abdijen hun refugiehuizen.
De stad had het erg te verduren tijdens de godsdienstoorlogen van de 16e eeuw. In 1566 plaatste de hertog van Alva een Spaans garnizoen in de stad. Tussen 1572 en 1580 werd de stad verschillende keren ingenomen door afwisselend opstandelingen en het regeringsleger. Na een periode van goed onderhoud en uitbreiding om tegemoet te komen aan de veranderende krijgstechnieken, werd de stad in 1701 door de Fransen van Lodewijk XIV ingenomen. In 1705 nam de hertog van Marlborough Diest in, maar kort daarna heroverden de Fransen de stad en ontmantelden gedeeltelijk de vestingwerken. In 1782 besliste keizer Jozef II dat de stadsmuren rond de steden in de Zuidelijke Nederlanden moesten worden ontmanteld. Desondanks bleef een groot gedeelte van de middeleeuwse omwalling van Diest tot in de 19e eeuw bewaard. 

## Vestingstad

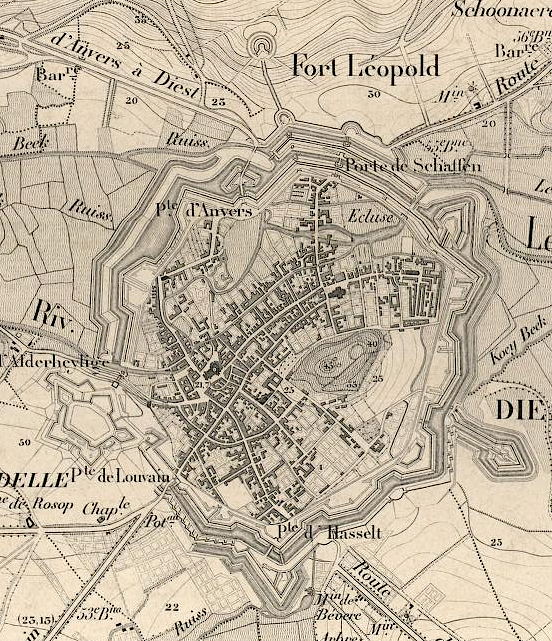
Diest met 19e-eeuwse vestingen in 1850

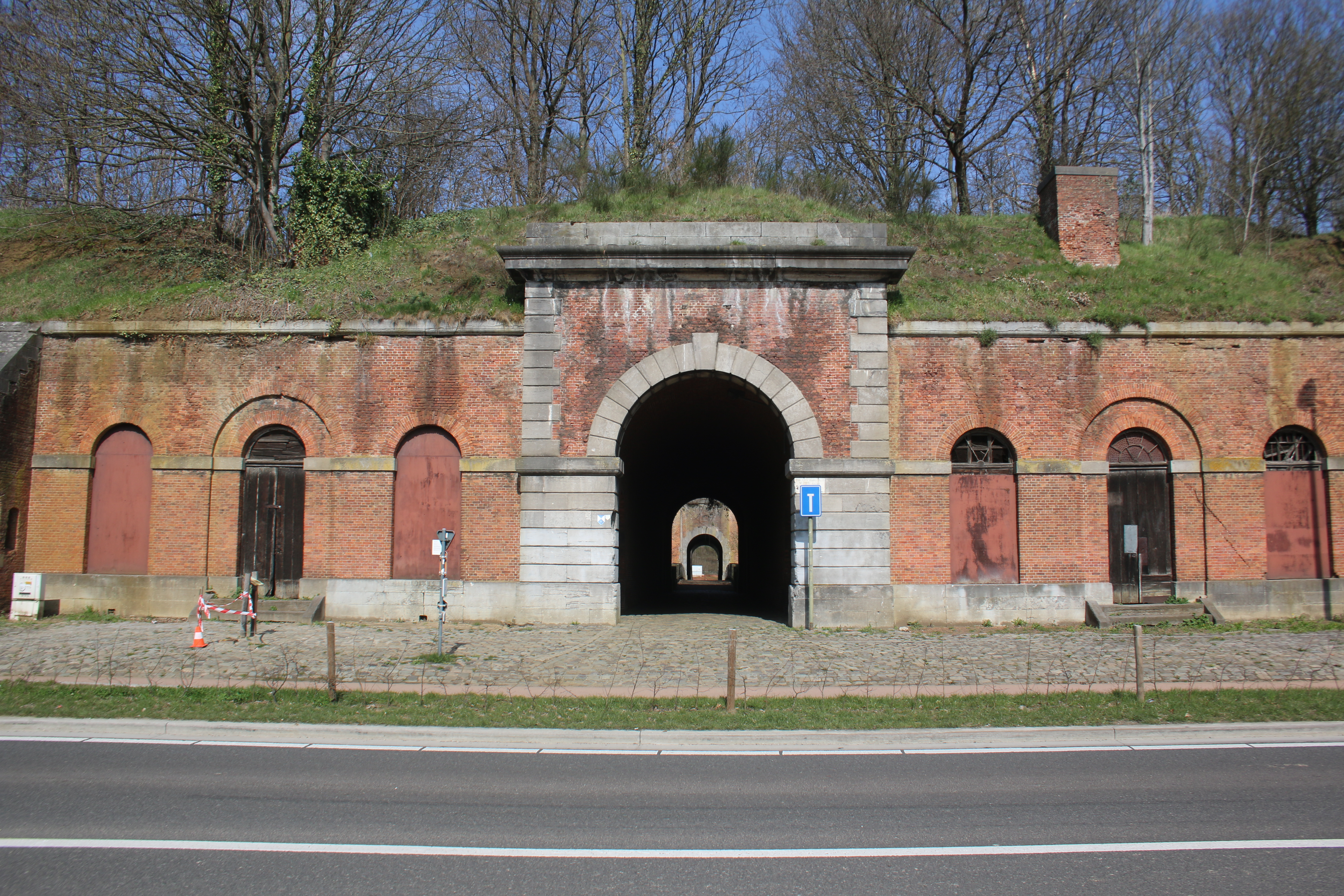
Binnenzijde van de Schaffense Poort

Na de Belgische onafhankelijkheid werd in 1835 besloten dat de noordgrens tussen de Schelde en de Maas moest versterkt worden.  Na de invallen van het Nederlands leger in 1831 was gebleken dat de noordgrens tussen Antwerpen en Hasselt een serieuze leemte in de verdediging vertoonde. Daarom moest Diest uitgebouwd worden tot een vestingstad omwille van haar centrale en strategische ligging, als knooppunt van wegen vanuit het noorden naar het centrum van het land en als een bruggenhoofd tussen Hasselt en Mechelen. Op 14 mei 1835 werden de werken voor Diest, geraamd op 3.600.000 frank, door het parlement goedgekeurd. Het ontwerp voor de kernvesting van Diest werd toevertrouwd aan majoor Laurillard-Fallot (1787-1842 Brussel) en verder uitgewerkt door luitenant-kolonel De Lannoy (1799-1889).
Er werd gekozen voor een veelhoekig verdedigingsstelsel zoals bedacht door de 18e-eeuwse Franse markies de Montalembert. Rond de hele stad werd op het tracé van de middeleeuwse omwalling een kernvesting gebouwd met grachten, wallen en vestingwerken, aan de westzijde afgesloten een citadel in de vorm van een vijfhoekige versterking en met in het noorden het cirkelvormige Fort Leopold. De stadsversterking kreeg de vorm van een onregelmatige veelhoek met 12 zijden of fronten, opgetrokken uit dubbele aarden wallen met goed gevulde brede grachten met een totale lengte van 3.800 meter.  De vesting telde vijf toegangspoorten met verdedigingswerken naar de binnenstad: de Schaffensepoort, de Antwerpsepoort, de Hasseltsepoort, de Leuvensepoort en de Zichemsepoort. Een tweede vooruitgeschoven verdedigingslinie  (buitenwerken) en een overstromingsgebied moesten beletten dat de wallen en poorten rechtstreeks onder vuur kunnen worden genomen. Aan de waterkant werden de Sluispoort en de schutsluis, Grote Steunbeer, gebouwd. In 1852 werd besloten de wallen te beplanten met bomen. De bouw duurde van 1837 tot 1856.
Al na enkele decennia werd duidelijk dat de verdedigingswerken achterhaald waren. Al voor de Eerste Wereldoorlog werd begonnen met de ontmanteling van de vesting. Het Fort Leopold is nauwelijks militair in gebruik genomen en de citadel werd gedeclasseerd in 1895. In 1904 werd gestart met de afbraak van de Leuvensepoort, gevolgd door de Hasseltsepoort en de stationsomgeving. Na de Eerste Wereldoorlog werden wallen geslecht om plaats te maken voor arbeiderswoningen.

## Bescherming
De restanten van de vesting, waaronder de Citadel van Diest en het fort Leopold, zijn beschermd als erfgoed. De Schaffensepoort is de enige 19e-eeuwse stadspoort die niet werd afgebroken. In 1951 waren er plannen om deze poort te slopen nadat de Duitse troepen tijdens de oorlog hem ernstig hadden beschadigd. Dit ging niet door vanwege verzet van de Koninklijke Commissie voor Monumenten en Landschappen. Ook de restanten van de oorspronkelijke beplanting, vooral beuk en meidoorn, op de overgebleven gedeelten van de verdedigingsgordel zijn beschermd. Sinds 2020 zijn Fort Leopold, de Schaffense Poort, de kazematten van de Leuvenaar en de Antwerpenaar en de  beboste stadswallen die deze gebouwen verbinden eigendom van (en in beheer bij) het Vlaamse Agentschap voor Natuur en Bos.

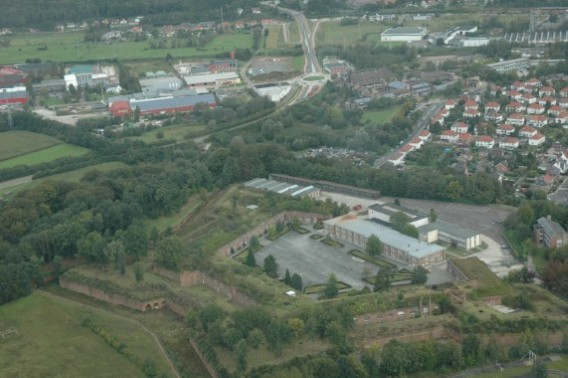
Citadel vanuit de lucht
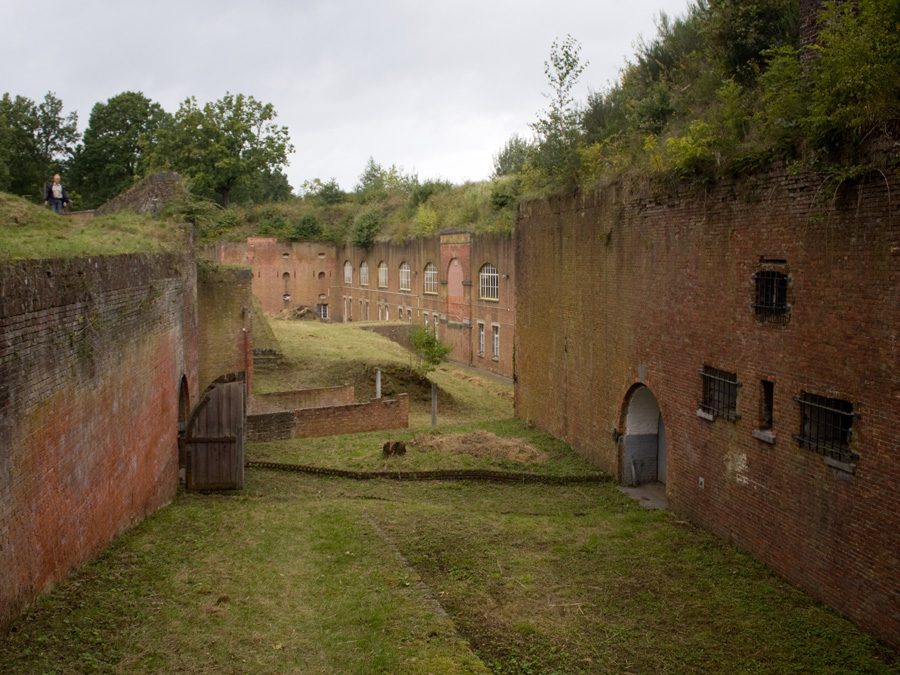
Binnengracht van de citadel
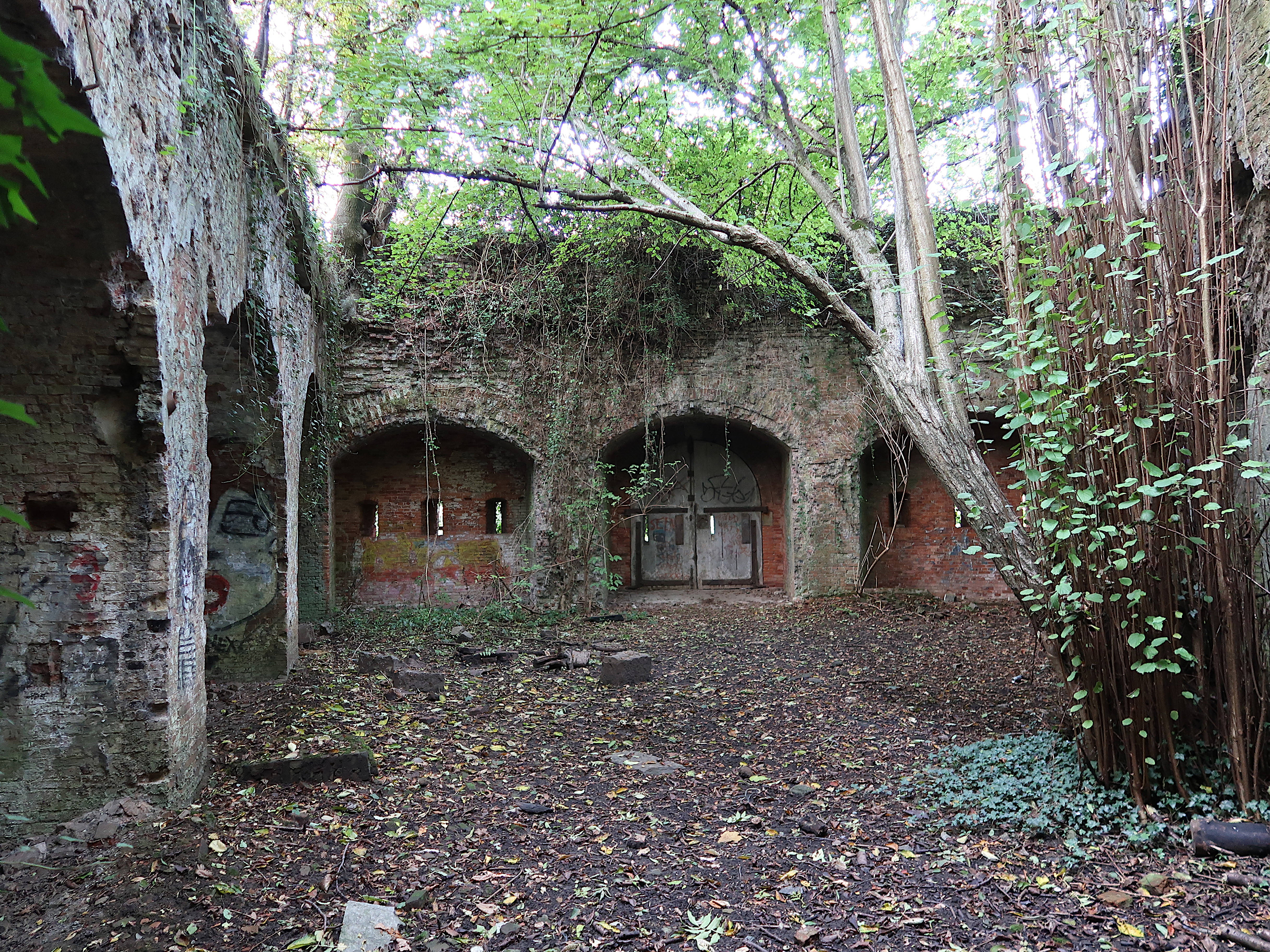
Kazemat De Leuvenaar/De Antwerpenaar bij Saillant 4
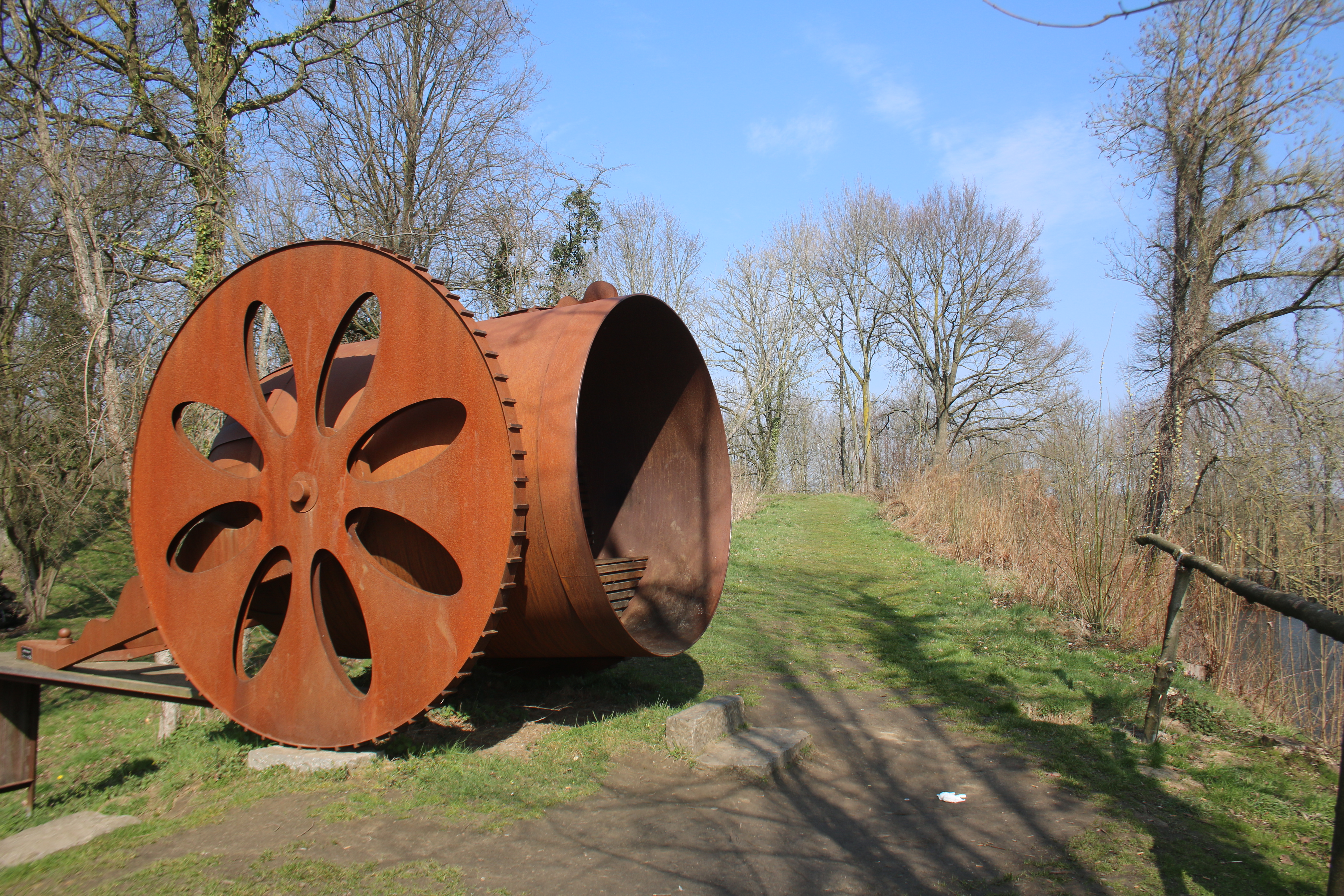
'Boerenkrijgplein', ravelijn achter de 'Petrolpoort'